# Auguste Metz
Kunigunde Auguste Dorothee Metz (geb. Ravenstein, * 28. Juli 1836 in Frankfurt am Main; † 22. November 1922 in Hannover) war eine deutsche Turnlehrerin und Physiotherapeutin.

## Leben
Auguste Ravenstein war eine Tochter von Friedrich August Ravenstein, dem Direktor der öffentlichen Turnanstalt in Frankfurt am Main und Gründer des ersten Frankfurter Turnvereins, der sich auch für das Mädchen- und Frauenturnen starkmachte. Im November 1855 heiratete sie Franz Wilhelm Metz, der als Niedersächsischer Turnvater bekannt wurde. Das Paar bekam sieben Kinder.
1856 erhielt Auguste Metz vom Rat der Stadt Hannover 1856 als erste Turnlehrerin die Erlaubnis, an der „Höheren Töchterschule am Aegidientor“ privaten Unterricht im Turnen zu erteilen, auf besondere Empfehlung von Pastor Hermann Wilhelm Bödeker, der bewundernd über sie schrieb: „Auch schwimmt sie wie ein Fisch“. Im Folgejahr eröffnete sie an der Hildesheimer Straße einen Mädchenturnkurs und erteilte Unterricht an weiteren Schulen. Von 1857 bis 1858 gab sie Turnstunden für Mädchen an der Hannover’schen Blindenschule. „Hier veranstaltete sie einmal einen Fachnachtsball und zeigte, daß die armen blinden Mädchen richtig tanzen gelernt hatten.“ Gemeinsam mit ihrem Mann gründete sie 1862 in ihrer Wohnung eine „turn- und heilgymnastische Anstalt“ und war damit „ihrer Zeit um Jahrzehnte voraus“.
1872 wurde Auguste Metz mit dem Verdienstkreuz für Frauen und Jungfrauen ausgezeichnet.

## Auguste-Ravenstein-Weg
Die Stadt Hannover ehrte die Pionierin des Frauenturnens mit der Namensgebung des im Jahr 2000 angelegten Auguste-Ravenstein-Wegs im Stadtteil Bothfeld.